# Pseudorabdion talonuran
Espèce
Statut de conservation UICN

 VU D2 : Vulnérable
Pseudorabdion talonuran  est une espèce de serpents de la famille des Colubridae.

## Répartition
Cette espèce est endémique de Panay aux Philippines. Elle se rencontre dans la cordillère Occidentale, entre 1 410 et 1 500 m d'altitude.

## Description
L'holotype de Pseudorabdion talonuran, un mâle adulte, mesure 265 mm dont 46 mm pour la queue.

## Étymologie
Son nom d'espèce, du dialecte local de la province d'Antique talon, « forêt », et urain, « pluie », fait référence au biotope de cette espèce présente en forêt humide (rainforest en anglais).

## Publication originale
- Brown, Leviton & Sison, 1999 : Description of a new species of Pseudorabdion (Serpentes: Colubridae) from Panay Island, Philippines with a revised key to the genus. Asiatic Herpetological Research, vol. 8, p. 7-12 (texte intégral).